# Baxter (Iowa)
Baxter ist eine Kleinstadt (mit dem Status „City“) im Jasper County im US-amerikanischen Bundesstaat Iowa. Das U.S. Census Bureau hat bei der Volkszählung 2020 eine Einwohnerzahl von 962 ermittelt.
Baxter ist Bestandteil der Metropolregion um Iowas Hauptstadt Des Moines.

## Geografie
Baxter liegt im südöstlichen Zentrum Iowas, im östlichen Vorortbereich von Des Moines. Die Stadt liegt rund 150 km nördlich der Grenze Iowas zu Missouri. Der Mississippi bildet rund 260 km östlich die Grenze zu Illinois, während der Missouri River rund 260 km westlich die Grenze zu Nebraska bildet.
Die geografischen Koordinaten von Baxter sind 41°49′34″ nördlicher Breite und 93°09′06″ westlicher Länge. Die Stadt erstreckt sich über eine Fläche von 1,68 km² und ist die größte Ortschaft innerhalb der Independence Township.
Nachbarorte von Baxter sind Melbourne (17,9 km nordnordöstlich), Laurel (25,3 km ostnordöstlich), Newton (21,7 km südöstlich), Colfax (24,1 km südsüdwestlich), Mingo (17,5 km südwestlich), Collins (22,2 km nordwestlich) und Rhodes (13,7 km nordnordwestlich).
Das Stadtzentrum von Des Moines liegt 53,4 km südwestlich. Die nächstgelegenen weiteren größeren Städte sind die Twin Cities (Minneapolis und St. Paul) in Minnesota (401 km nördlich), Rochester in Minnesota (301 km nordnordöstlich), Waterloo (136 km nordöstlich), Cedar Rapids (144 km ostnordöstlich), Iowas frühere Hauptstadt Iowa City (158 km östlich), die Quad Cities in Iowa und Illinois (241 km in der gleichen Richtung), Chicago in Illinois (509 km ebenfalls östlich), Peoria in Illinois (399 km ostsüdöstlich), Illinois’ Hauptstadt Springfield (479 km südöstlich), St. Louis in Missouri (541 km in der gleichen Richtung), Columbia in Missouri (382 km südsüdöstlich), Kansas City in Missouri (364 km südsüdwestlich), Nebraskas größte Stadt Omaha (276 km westsüdwestlich), Nebraskas Hauptstadt Lincoln (354 km in der gleichen Richtung), Sioux City (335 km westnordwestlich) und South Dakotas größte Stadt Sioux Falls (473 km nordwestlich).

## Verkehr
Der Interstate Highway 80, der hier die kürzeste Verbindung von Des Moines nach Iowa City bildet, verläuft in West-Ost-Richtung rund 10 km südlich an Baxter vorbei. Der Iowa Highway 14 verläuft in Nord-Süd-Richtung rund 8 km östlich der Stadt und 13 km westlich treffen der U.S. Highway 65 und der Iowa Highway 330 zusammen. Alle weiteren Straßen sind untergeordnete Landstraßen, teils unbefestigte Fahrwege sowie innerörtliche Verbindungsstraßen.
Mit dem Chichaqua Valley Trail ein auf der Trasse einer ehemaligen Eisenbahnstrecke verlaufender Rail Trail für Wanderer und Radfahrer.
Mit dem Newton Municipal Airport befindet sich 35 km südöstlich ein kleiner Flugplatz. Der nächste Verkehrsflughafen ist der 63 km südwestlich gelegene Des Moines International Airport.

## Bevölkerung
Nach der Volkszählung im Jahr 2010 lebten in Baxter 1101 Menschen in 427 Haushalten. Die Bevölkerungsdichte betrug 655,4 Einwohner pro Quadratkilometer. In den 427 Haushalten lebten statistisch je 2,49 Personen.
Ethnisch betrachtet setzte sich die Bevölkerung zusammen aus 97,7 Prozent Weißen, 0,3 Prozent Afroamerikanern, 0,5 Prozent amerikanischen Ureinwohnern, 0,1 Prozent (eine Person) Asiaten sowie 0,5 Prozent aus anderen ethnischen Gruppen; 0,9 Prozent stammten von zwei oder mehr Ethnien ab. Unabhängig von der ethnischen Zugehörigkeit waren 1,3 Prozent der Bevölkerung spanischer oder lateinamerikanischer Abstammung.
17,7 Prozent der Bevölkerung waren unter 18 Jahre alt, 66,1 Prozent waren zwischen 18 und 64 und 16,2 Prozent waren 65 Jahre oder älter. 50,5 Prozent der Bevölkerung waren weiblich.
Das mittlere jährliche Einkommen eines Haushalts lag bei 52.222 USD. Das Pro-Kopf-Einkommen betrug 24.299 USD. 8,8 Prozent der Einwohner lebten unterhalb der Armutsgrenze.